# برايمر

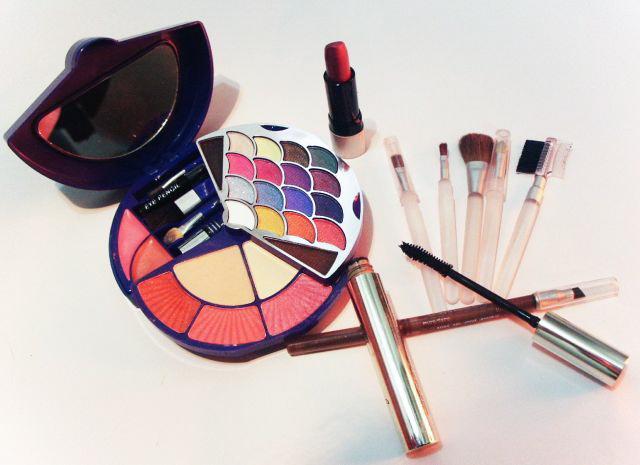

برايمر أو المبطن (بالإنجليزية: Primer)‏ هو كريم أو جل يوضع قبل تطبيق المستحضرات التجميل (المكياج) على الوجه لتحسين التغطية وتصغير المسامات وتثبيت المكياج لفترات أطول ويسهّل عملية مد كريم الأساس على البشرة، كما يزيل الإفرازات الدهنية ويقلّل من كميتها. يوضع البرايمر على البشرة ويتم توزيعه على كامل الوجه في إتجاه واحد من الداخل وإلى خارج الوجه أو من منتصف الوجه إلى جوانب الوجه.

## الأنواع
هناك أنواع مختلفة من البرايمر، كالبرايمر لكريم الأساس، برايمر للجفن، برايمر للشفاه، وبرايمر للماسكارا.
البرايمر لكريم الأساس قد تعمل كـمرطب أو أنه قد يمتص الزيت باستعمال حمض الساليسيليك أو يساعد في إنشاء مظهر أقل دهنية وغير لامع. كما أنه يساعد في عملية وضع كريم الأساس بشكل متساوي وعلى نحو سلس، ويزيد من مدة ثبوت كريم الأساس على الوجه. بعض الكريمات التمهيدية تحتوي على بعض المواد المضادة للأكسدة مثل فيتامين ألف وفيتامين ج وفيتامين إي أو غيرها من المكونات كمستخلص بذور العنب ومستخلص الشاي الأخضر. هناك أنواع مكونة من الماء وأخر من السيليكون. ويمكن أن تشمل المكونات السيلوكسين ودايميثيكون. بعض البرايمر لا يحتوي على المواد الحافظة أو الزيوت أو العطور. وبعض أيضاً قد تحتوي على عامل الوقاية الشمسي (SPF). بعض البرايمر توحد أو تحسن لون البشرة. والبعض الآخر يعطي مظهر لؤلؤي لجعل البشرة تعكس الضوء بشكل أكثر. وهناك أيضاً برايمرات قائمة على المعادن، والتي تحتوي على الميكا والسيليكا.

## البرايمر حسب نوع البشرة

### البشرة الجافة
لأختيار برايمر مناسب لصاحبات البشرة الجافة من الأفضل الابتعاد عن منتجات البرايمر التي تحتوى على نسبة من السيليكون لأنها ستلحق العديد من الأضرار بالبشرة، ويفضل اختيار نوع برايمر ترطيبي يعطي البشرة القدر أللازم من الترطيب ويمنع كريم الأساس من التكتل ويساعد على ان يبقى المكياج على الوجه لوقت أطول دون ان تجف البشرة.

### البشرة الدهنية
لأختيار برايمر مناسب لصاحبات البشرة الدهنية فمن الأفضل أختيار نوع برايمر الوجه الذي يحتوي على نسبة من السيليكون حيث يعمل السيليكون على تكوين قاعدة ثابتة للمكياج، ويسيطر هذا النوع على الدهون التي تفرزها البشرة ويساعد على توزيع كريم الأساس بطريقة متساوية على الوجه وتثبيته لفترة أطول وبالتالي تثبيت المكياج على الوجه بشكل عام.

### البشرة المختلطة والعادية
بخصوص أنواع البشرات الأخرى سواء كانت مختلطة أو عادية أو غيرهما يفضل اختيار نوع برايمر المخصص كمدعم للمكياج. والذي يتركز مفعوله على توحيد لون البشرة. حيث يتضمن خليطاً لنسب متنوعة من الكريم والسليكون معاً.

## وصلات خارجية
- ما هو البرايمر؟ نسخة محفوظة 5 يناير 2011 على موقع واي باك مشين. وهل أنا بحاجة له؟ نسخة محفوظة 5 يناير 2011 على موقع واي باك مشين.
- كيفية وضع البرايمر (فيديو)